# Timo Scheider
Timo Scheider (Lahnstein, 1978. november 10. –) német autóversenyző. Kétszeres DTM-bajnok. Jelenleg a ralikrossz-világbajnokság mezőnyének tagja.

## Pályafutása
1989 és 1994 között vett részt gokartversenyeken. 1995-ben a német Formula Renault 1800-as bajnokság győztese volt, majd az ezt követő évben a negyedik helyen zárta a sorozatot.
1997-től 1999-ig hazája Formula–3-as bajnokságában szerepelt. Első évében második lett, 1998-ban nyolcadik, míg az 1999-es szezonban a hatodik helyen végzett.

### Német túraautó-bajnokság

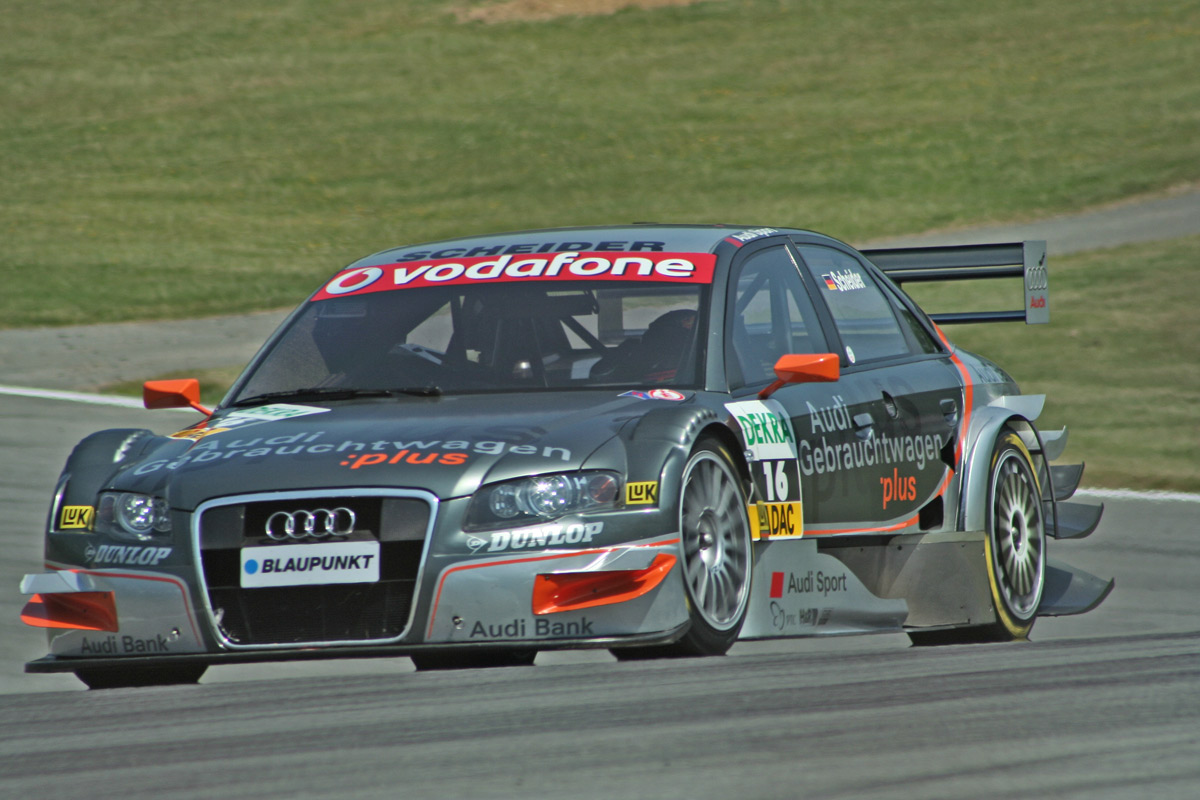
2006-ban a német túraautó-bajnokság egy futamán

2000-ben az Opel versenyzőjeként jelent volt az akkor újraindított német túraautó-bajnokságban. 2004-ig az Opel versenyzője volt, ám futamot egy alkalommal sem sikerült nyernie, valamint dobogón sem szerepelt ez időszak alatt. Legelőkelőbb összetett helyezése három nyolcadik pozíció a 2002-es, a 2003-as, valamint a 2004-es szezon végén.
2005-ben nem vett részt a sorozatban, helyette az FIA GT-ben szerepelt, ahol két győzelmet szerzett, és a második helyen zárta a szezont. Timo ez évben megnyerte a Spá-i 24 órás, valamint az isztambuli 2 órás versenyt.
2006 óta újra a DTM-ben versenyez. 2008-ban és 2009-ben is megnyerte a bajnoki címet.

## Eredményei

### Teljes DTM eredménysorozata
(Táblázat értelmezése)

(Félkövér: pole-pozícióból indult; dőlt: leggyorsabb kört futott) 

| Év   | Csapat                  | Autó                    | 1        | 2        | 3        | 4        | 5        | 6        | 7        | 8        | 9        | 10        | 11      | 12       | 13       | 14       | 15       | 16       | 17       | 18       | Helyezés | Pont |
| ---- | ----------------------- | ----------------------- | -------- | -------- | -------- | -------- | -------- | -------- | -------- | -------- | -------- | --------- | ------- | -------- | -------- | -------- | -------- | -------- | -------- | -------- | -------- | ---- |
| 2000 | OPC Team Holzer         | Opel Astra V8 Coupé     | HOC 1 4  | HOC 2 4  | OSC 1 5  | OSC 2 7  | NOR 1 12 | NOR 2 11 | SAC 1 7  | SAC 2 7  | NÜR 1 16 | NÜR 2 11  | LAU 1 C | LAU 2 C  | OSC 1 8  | OSC 2 9  | NÜR 1 11 | NÜR 2 16 | HOC 1 11 | HOC 2 Ki | 12.      | 45   |
| 2001 | OPC Team Holzer         | Opel Astra V8 Coupé     | HOC1 11  | NÜR1 10  | OSC 12   | SAC 12   | NOR Ki   | LAU 11   | NÜR2 Ki  | A1R      | ZAN 6    | HOC2 Ki   |         |          |          |          |          |          |          |          | 19.      | 7    |
| 2002 | OPC Team Holzer         | Opel Astra V8 Coupé     | HOC1 5   | ZOL 5    | DON Ki   | SAC 6    | NOR      | LAU 10   | NÜR 7    | A1R 8    | ZAN 5    | HOC2 4    |         |          |          |          |          |          |          |          | 8.       | 10   |
| 2003 | OPC Team Phoenix        | Opel Astra V8 Coupé     | HOC1 7   | ADR 15   | NÜR1 13  | LAU 4    | NOR 16   | DON 8    | NÜR2 7   | A1R Ki   | ZAN Ki   | HOC2 7    |         |          |          |          |          |          |          |          | 8.       | 12   |
| 2004 | OPC Team Holzer         | Opel Vectra GTS V8 2004 | HOC1 8   | EST 6    | ADR 5    | LAU 16   | NOR Ki   | SHA1 Ki  | NÜR 6    | OSC 7    | ZAN 12   | BRN 7     | HOC2 9  |          |          |          |          |          |          |          | 8.       | 15   |
| 2006 | Audi Sport Team Rosberg | Audi A4 DTM 2005        | HOC1 8   | LAU 9    | OSC 14   | BRH 10   | NOR 7    | NÜR 7    | ZAN 6    | CAT Ki   | BUG 8    | HOC2 6    |         |          |          |          |          |          |          |          | 10.      | 12   |
| 2007 | Abt Sportsline          | Audi A4 DTM 2007        | HOC1 9   | OSC 4    | LAU 5    | BRH 13   | NOR 14   | MUG 20   | ZAN 4    | NÜR 4    | CAT Ki   | HOC2 2    |         |          |          |          |          |          |          |          | 7.       | 25   |
| 2008 | Abt Sportsline          | Audi A4 DTM 2008        | HOC1 2   | OSC 1    | MUG 10   | LAU 2    | NOR 3    | ZAN 2    | NÜR 5    | BRH 1    | CAT 2    | BUG 6     | HOC2 1  |          |          |          |          |          |          |          | 1.       | 75   |
| 2009 | Abt Sportsline          | Audi A4 DTM 2009        | HOC1 2   | LAU 5    | NOR 4    | ZAN Kiz  | OSC 1    | NÜR 2    | BRH 2    | CAT 1    | DIJ 6    | HOC2 2    |         |          |          |          |          |          |          |          | 1.       | 64   |
| 2010 | Abt Sportsline          | Audi A4 DTM 2009        | HOC1 7   | VAL 4    | LAU 8    | NOR 5    | NÜR 4    | ZAN 3    | BRH 3    | OSC 11   | HOC2 2   | ADR 1     | SHA 3   |          |          |          |          |          |          |          | 4.       | 53   |
| 2011 | Abt Sportsline          | Audi A4 DTM 2009        | HOC1 4   | ZAN 5    | SPL 7    | LAU 2    | NOR 4    | NÜR 4    | BRH 16   | OSC Ki   | VAL 4    | HOC 7     |         |          |          |          |          |          |          |          | 4.       | 36   |
| 2012 | Abt Sportsline          | Audi A5 DTM             | HOC Ki   | LAU 6    | BRH Ret  | SPL 6    | NOR 16   | NÜR 9    | ZAN Ki   | OSC 10   | VAL Ki   | HOC 12    |         |          |          |          |          |          |          |          | 14.      | 19   |
| 2013 | Audi Sport Team Abt     | Audi RS5 DTM            | HOC 6    | BRH 9    | SPL 16   | LAU 20   | NOR Ki   | MOS 9    | NÜR Ki   | OSC 5    | ZAN 3    | HOC 13    |         |          |          |          |          |          |          |          | 10.      | 37   |
| 2014 | Audi Sport Team Phoenix | Audi RS5 DTM            | HOC 9    | OSC 7    | HUN Ki   | NOR 10   | MOS Ki   | SPL 5    | NÜR Ret  | LAU 3    | ZAN 9    | HOC 6     |         |          |          |          |          |          |          |          | 9.       | 44   |
| 2015 | Audi Sport Team Phoenix | Audi RS5 DTM            | HOC 1 Ki | HOC 2 12 | LAU 1 8  | LAU 2 4  | NOR 1 16 | NOR 2 16 | ZAN 1 14 | ZAN 2 15 | SPL 1 16 | SPL 2 Kiz | MSC 1   | MSC 2    | OSC 1 12 | OSC 2 12 | NÜR 1 Ki | NÜR 2 Ki | HOC 1    | HOC 2 5  | 18.      | 51   |
| 2016 | Audi Sport Team Phoenix | Audi RS5 DTM            | HOC 1 Ki | HOC 2 Ki | SPL 1 17 | SPL 2 10 | LAU 1 17 | LAU 2 16 | NOR 1 16 | NOR 2 16 | ZAN 1 11 | ZAN 2 Ki  | MSC 1 9 | MSC 2 13 | NÜR 1 21 | NÜR 2 11 | HUN 1 9  | HUN 2 6  | HOC 1 16 | HOC 2 18 | 22.      | 13   |

1 - A sanghaji verseny nem számított a bajnoki értékelésben.

### Teljes WTCR-es eredménysorozata
|  |  |  |  |  |  |  |  |  |  |  |  |  |  |  |  |  |  | 11 | 19 | 11 | 19 | KI | KI | 19 | 16 | 13 | 8 | 2 | KI |

### Teljes A1 Grand Prix eredménysorozata
| Év      | Csapat          | 1          | 2          | 3         | 4          | 5       | 6       | 7       | 8       | 9          | 10        | 11      | 12      | 13        | 14         | 15         | 16         | 17        | 18        | 19        | 20        | 21      | 22      | Helyezés | Pont |
| ------- | --------------- | ---------- | ---------- | --------- | ---------- | ------- | ------- | ------- | ------- | ---------- | --------- | ------- | ------- | --------- | ---------- | ---------- | ---------- | --------- | --------- | --------- | --------- | ------- | ------- | -------- | ---- |
| 2005–06 | A1 Team Germany | GBR SPR 14 | GBR FEA 10 | GER SPR 5 | GER FEA 10 | POR SPR | POR FEA | AUS SPR | AUS FEA | MYS SPR 12 | MYS FEA 8 | UAE SPR | UAE FEA | RSA SPR 7 | RSA FEA Ki | IDN SPR 12 | IDN FEA 12 | MEX SPR 8 | MEX FEA 5 | USA SPR 7 | USA FEA 2 | CHN SPR | CHN FEA | 15.      | 38   |

### Teljes FIA Ralikorssz-világbajnokság eredménysorozata

#### Supercar
| Év   | Csapat                          | Autó        | 1     | 2      | 3      | 4      | 5      | 6      | 7      | 8      | 9      | 10     | 11     | 12     | 13  | Helyezés | Pont |
| ---- | ------------------------------- | ----------- | ----- | ------ | ------ | ------ | ------ | ------ | ------ | ------ | ------ | ------ | ------ | ------ | --- | -------- | ---- |
| 2015 | All-Inkl.com Münnich Motorsport | Audi S3     | POR   | HOC    | BEL    | GBR    | GER    | SWE    | CAN    | NOR    | FRA    | BAR 16 | TUR    | ITA    | ARG | 34.      | 1    |
| 2016 | All-Inkl.com Münnich Motorsport | SEAT Ibiza  | POR   | HOC    | BEL    | GBR    | NOR    | SWE    | CAN    | FRA    | BAR 17 | LAT 7  | GER    | ARG 4  |     | 18.      | 25   |
| 2017 | MJP Racing Team Austria         | Ford Fiesta | BAR 2 | POR 15 | HOC 7  | BEL 11 | GBR    | NOR 12 | SWE 10 | CAN 12 | FRA 9  | LAT 15 | GER 15 | RSA 5  |     | 10.      | 109  |
| 2018 | All-Inkl.com Münnich Motorsport | SEAT Ibiza  | BAR   | POR    | BEL    | GBR    | NOR    | SWE 17 | CAN    | FRA 25 | LAT 13 | USA    | GER    | RSA 10 |     | 18.      | 13   |
| 2019 | All-Inkl.com Münnich Motorsport | SEAT Ibiza  | UAE 6 | ESP 10 | BEL 10 | GBR 4  | NOR 11 | SWE 22 | CAN 11 | FRA 8  | LAT 11 | RSA    |        |        |     | 9.*      | 93*  |

* A szezon jelenleg is zajlik.